# Sonja Baum (Autorin)
Sonja Baum (* 1979 in Hannover) ist eine deutsche Schriftstellerin, Moderatorin und Literaturveranstalterin.

## Leben
Sonja Baum studierte Molekularbiologie an der Ruprecht-Karls-Universität in Heidelberg und Wissenschaftsjournalismus an der Freien Universität Berlin. Sie schrieb als freie Journalistin für die Financial Times Deutschland, das Magazin P.M., für P.M. Fragen & Antworten sowie Wunderwelt Wissen. 
Später arbeitete sie auch als Schlussredakteurin für Fix & Foxi und schrieb für Elternmagazine wie junge familie und Kinder!.
Seit 2007 lebt sie als freie Autorin in Hamburg, tritt auf Lesebühnen auf und schreibt vor allem Prosatexte.
2014 erschien ihr Debütroman Am Tresen lauert die Gefahr bei michason & may.
Sonja Baum ist gemeinsam mit Armin Sengbusch Mitbegründerin und Moderatorin der Literaturshow Einstellungsgespräch, die sie mit Sengbusch 2018 bis 2022 moderierte.
Seit 2024 moderiert sie gemeinsam mit Lou A. Probsthayn die renommierte Hamburger Lesereihe Literatur Quickie, die Probsthayn gemeinsam mit Gunter Gerlach am 29. August 2007 ins Leben rief.

## Werke
- Am Tresen lauert die Gefahr, Roman. michason & may, Frankfurt 2015, ISBN 978-3-862-86044-9
- Flokati, Kurzgeschichten, Literatur Quickie Verlag, Hamburg 2019, ISBN 978-3-945-45362-9
- Mama macht das schon, Ratgeber, Books on Demand, Hamburg 2021, ISBN 978-3-755-72747-7

### Anthologiebeiträge
- Der Puppenspieler, Kurzgeschichte, erschienen in: 100 Jahre Laeiszhalle, Franzbrötchen-Verlag, Hamburg 2008, ISBN 978-3-000-24874-0.
- Frühling im Herbst (Gedicht), Novemberfrühlingstag (Gedicht), Wiedersehen mit Heidelberg (Kurzgeschichte), erschienen in: Mythos Heidelberg 2006, Dubravka Santak Verlag, Heidelberg, ISBN 3-98105-150-5. (2006)
- Die Reisenden, (Kurzgeschichte) erschienen in: Ich schreibe, Birkchen Verlag, 2004

### Sonstige Texte
- Asc1p, a WD40-domain containing adaptor protein, is required for the interaction of the RNA-binding protein Scp160p with polysomes, Biochem J. 2004 Jun 15;380(Pt 3):823-30. doi:10.1042/BJ20031962.